# Edward Sabine
Sir Edward Sabine, PRS, irski general, astronom, geofizik, ornitolog in raziskovalec, * 14. oktober 1788, Dublin, † 26. junij 1883.
Na pobudo Kraljeve družbe, katere je bil član od leta 1818, je Sabine postal član prve arktične ekspedicije Johna Rossa in arktične odprave Parryja.
Med letoma 1861 in 1871 je bil predsednik Kraljeve družbe.